# Kambang (Lengayang)
Kambang is een bestuurslaag in het regentschap Zuid-Pesisir van de provincie West-Sumatra, Indonesië. Kambang telt 5899 inwoners (volkstelling 2010).